# Peter Young (Maler)
Peter Ford Young (* 2. Januar 1940 in Pittsburgh, Pennsylvania USA; lebt in Bisbee, Arizona) ist ein US-amerikanischer zeitgenössischer Maler. Er ist vor allem für seine abstrakten Gemälde im Stil des Minimalismus, des Post-Minimalismus und der Lyrischen Abstraktion bekannt.

## Leben und Werk
Peter Young studierte 1957 am Chouinard Art Institute in Los Angeles, Kalifornien, von 1958 bis 1960 am Pomona College Claremont in Kalifornien, 1960 an der Art Students League of New York und von 1961 bis 1963 an der New York University.
Peter Young stellt abstrakte Gemälde in zahlreichen Ausstellungen in den Vereinigten Staaten und in Europa seit den 1960er Jahren aus. Seine ersten Einzelausstellungen hatte er 1968 in der Galerie Ricke in Kassel (DOT (white ground)) und in der Nicholas Wilder Gallery in Los Angeles (CURVILINEAR).
Während der 1960er und 1970er Jahre hatte er Einzelausstellungen im Whitney Museum of American Art und nahm an Gruppenausstellungen im Museum of Modern Art, im Solomon R. Guggenheim Museum, in der Leo Castelli Gallery in New York City und anderen wichtigen Orten teil.
Sein malerisches Werk setzt Mitte der 1960er Jahre ein und orientiert sich an den Formprinzipien der Minimal Art. Seine frühen Werke basieren noch auf geometrischen Grundstrukturen. Er malte in strengen Rastern, die er jedoch oft durch Improvisationen durchbrach. Später löste er seine Gitterstrukturen ab und malte Kreise und freiere Formen.
Die Erfahrungen und Eindrücke seiner Reisen nach Mexiko, Marokko und Spanien spiegeln sich auch in einigen Werkserien wider.
Am bekanntesten sind Peter Youngs sogenannte „Dot Paintings“. die er selbst auch "Psychedelic Paintings" nennt. Er malt dabei intensiv farbige und dicht komponierte Kreis- und Punktformationen, die die Geometrie ersetzten. Viele der Ende der 1960er Jahre entstandenen Bilder zeigen dabei Visionen, die Young unter dem Einfluss von psychedelischen Halluzinogenen erlebt hatte.
Ab 1972 entstanden seine "Rorschach Paintings". Er faltete die Leinwände und schuf durch die Abdrücke der noch nassen Farben Gemälde, die an Rorschachtest-Bilder erinnern. Später verdichtet er diese Gemälde zu symmetrischen, kaleidoskopartigen Figurationen, die er "Mandala Paintings" nennt.
Peter Young war mit einigen Bildern Teilnehmer der Documenta 5 in Kassel im Jahr 1972 in der Abteilung Individuelle Mythologien.
Im Jahr 2007 hatte er eine große Retrospektive seiner Gemälde aus der Zeit von 1963 bis 1977 im PS 1 Contemporary Art Center in Queens und in der Mitchell Gallery in Chelsea in New York City. 2012 zeigte Peter Young in einer Einzelausstellung im Museum of Contemporary Art Tucson, Arizona seine 'Capitalist Masterpieces'.
Seine Bilder sind unter anderem in der Sammlung des Museum of Modern Art in New York City, Whitney Museum of American Art, Solomon R. Guggenheim Museum, Hirshhorn Museum and Sculpture Garden in Washington, D.C., St. Louis Art Museum, Allen Memorial Art Museum, Blanton Museum of Art, Seattle Art Museum und anderen Museen und Sammlungen weltweit enthalten.
Im Jahr wurde er mit dem National Endowment for the Arts Grant und 1969 mit dem Theodoran Award des Solomon R. Guggenheim Museum ausgezeichnet.